# 金古町
金古町（かねこまち）は、群馬県の中部、群馬郡に属していた町。現在の高崎市金古町・足門町にあたる。

## 地理
- 河川 - 染谷川

## 歴史
金古は三国街道の宿場町で、金古宿、金古駅とも呼ばれた。足門は福田赳夫を輩出した。

### 沿革
- 1889年（明治22年）4月1日 - 町村制施行により、西群馬郡金古村、足門村が合併し金古町が発足。大字金古に町役場を設置。
- 1896年（明治29年）4月1日 - 郡の統廃合（西群馬郡の大半と片岡郡の統廃合）により、所属郡が群馬郡となる。
- 1931年（昭和6年）5月17日 - 仮設映画館でフィルムから発火して火災。14人が死亡、37人が重軽傷[1]。
- 1955年（昭和30年）4月1日 - 群馬郡堤ヶ岡村、国府村、金古町が新設合併し、群馬町が発足。同日付で金古町は廃止。

## 出身人物
- 福田善治（町長　赳夫の父）
- 福田赳夫（大蔵官僚、政治家・元総理大臣）